# Elizabeth Vesey
Elizabeth Vesey (Ossory, Irlanda, 1715-Chelsea (Londres), 1791) era una rica intel·lectual irlandesa que va ser una de les fundadores de la Societat Mitges Blaves, un moviment social de dones que sostenia discussions literàries i polítiques informals i on va arribar a ser una membre important.

## Biografia
El seu caràcter enginyós li va fer guanyar el sobrenom de «Sylph». Era filla de Thomas Vesey, bisbe d'Ossory, i de la seva dona, Mary. Veseys era una important família angloirlandesa. El seu primer matrimoni, celebrat abans de desembre de 1731, va ser amb William Hancock, membre del Fore al Parlament irlandès, que va morir el 1741.
El 1746 va contreure matrimoni per segona vegada amb Agmondesham Vesey de Lucan, un cosí ric i membre del Parlament irlandès per Harristown, comtat de Kildare, i Kinsale, comtat de Cork, a més comptable general d'Irlanda. Elizabeth no va tenir cap fill dels seus matrimonis. Va mantenir amb Agmondesham l'aparença d'un matrimoni feliç. Va cuidar el seu marit en els seus atacs d'epilèpsia, però per suportar-ho depenia d'un cercle d'amigues femenines. Entre les amigues conegudes de Vesey es trobaven Mary Delany, Margaret, duquessa de Portland, Elizabeth Montagu, Elizabeth Carter, Fanny Burney i Hannah More. La companya més propera era una germana del seu primer marit, Handcock, el nom propi del qual no es coneix. La seva antiga cunyada Handcock va dur a terme la major part dels deures d'administració domèstica per a Elizabeth. Sempre va ser tractada cortesament per Vesey, però sembla que sempre es trobava disposada a servir en el fons del saló.
Elizabeth Montagu va ser-ne una de les amigues més íntimes, amb qui va col·laborar a establir un saló literari on s'organitzaven trobades amb discussions intel·ligents i on era habitual el joc, la beguda i el flirteig habitual. Van nomenar el seu cercle Societat Mitges Blaves.
El matrimoni va suposar per a Elizabeth haver de repartir temps entre Londres, Anglaterra i Lucan a Irlanda, però, al capdavall, en la majoria dels casos, era a les seves cases de Londres on desenvolupava les seves reunions intel·lectuals i on la diversió era feta de converses de temes literaris.
El seu cercle incloïa Frances Boscawen, Edmund Burke, David Garrick, Edward Gibbon, Samuel Johnson, Thomas Percy, Joshua Reynolds, Richard Brinsley Sheridan, Adam Smith i Thomas Warton.
El 1782 tant la seva pròpia salut com la del seu marit va començar a fallar amb la pèrdua no sols de vista sinó també d'oïda; Agmondesham Vesey va morir el 3 de juny de 1785. Vesey i la senyoreta Handcock es van veure davant una pobresa relativa quan van descobrir que Agmondesham no els havia deixat res en el seu testament, malgrat deixar £1.000 a la seva cuidadora.
En el que va durar el seu matrimoni Elizabeth havia donat tots els seus fons al seu nou marit. Els seus únics ingressos eren un rèdit per Vesey i una anualitat per Handcock que junts representaven unes £800 a l'any. Alguna ajuda van rebre de diversos parents i el 1788 van poder mudar-se a la casa del cosí de Vesey, Lord Cremorne, a Chelsea.
A Chelsea, Elizabeth va sofrir una depressió. Encara que va poder aparèixer en breus ocasions mai va recuperar el lloc que anteriorment havia maningut en la societat. Els amics van culpar la seva depressió a la seva manca religiosa. La senyoreta Handcock va morir el gener de 1789 i Elizabeth la va seguir dos anys després el 1791.